# ریچارد اسکاری
ریچارد مک کلور اسکاری (به انگلیسی: Richard McClure Scarry؛ ۵ ژوئن ۱۹۱۹– ۳۰ مارس ۱۹۹۴) یک نویسنده و تصویرگر محبوب کتاب کودک اهل ایالات متحده آمریکا بود. از او بیش از ۳۰۰ کتاب منتشر شده که در مجموع افزون بر ۱۰۰ میلیون نفر در سراسر جهان آثار او را خریده‌اند.
در ۵ ژوئن ۲۰۱۱ موتور جستجوی گوگل به مناسبت ۹۲مین سالروز تولد ریچارد اسکاری و به افتخار او گوگل دودل صفحه اصلی خود را در ایالات متحده آمریکا تغییر داد.